# Chabuca Granda
Chabuca Granda nascuda María Isabel Granda y Larco (Cotabambas Auraria, Apurímac, 3 de septiembre de 1920 - Fort Lauderdale, Miami, EUA, 8 de març de 1983), fou una cantautora peruana de música criolla, destacada com una de les millors compositores peruanes. Els seus pares foren Eduardo Antonio Granda San Bartolomé i Isabel Susana Larco Ferrari.
Va començar a compondre i interpretar música criolla des de molt jove i va trobar la fama en guanyar àmplia popularitat les seves composicions. Granda és reconeguda per evocar la Lima tradicional en les seves composicions, reflectint els personatges, carrers i paisatges d’una ciutat en transformació. La seva obra es va distingir per incorporar innovacions als gèneres criolls peruans, integrant influències internacionals en temes com "Paracutá", "Un barco ciego", "Mañana will be tomorrow" i "Le valse créole". Tot i que més endavant va abordar temàtiques de caràcter més progressista tant social com políticament, Chabuca Granda sempre serà recordada per haver contribuït a la construcció del mite de Lima com una ciutat encantadora, poblada de persones amables i plenes de gràcia.

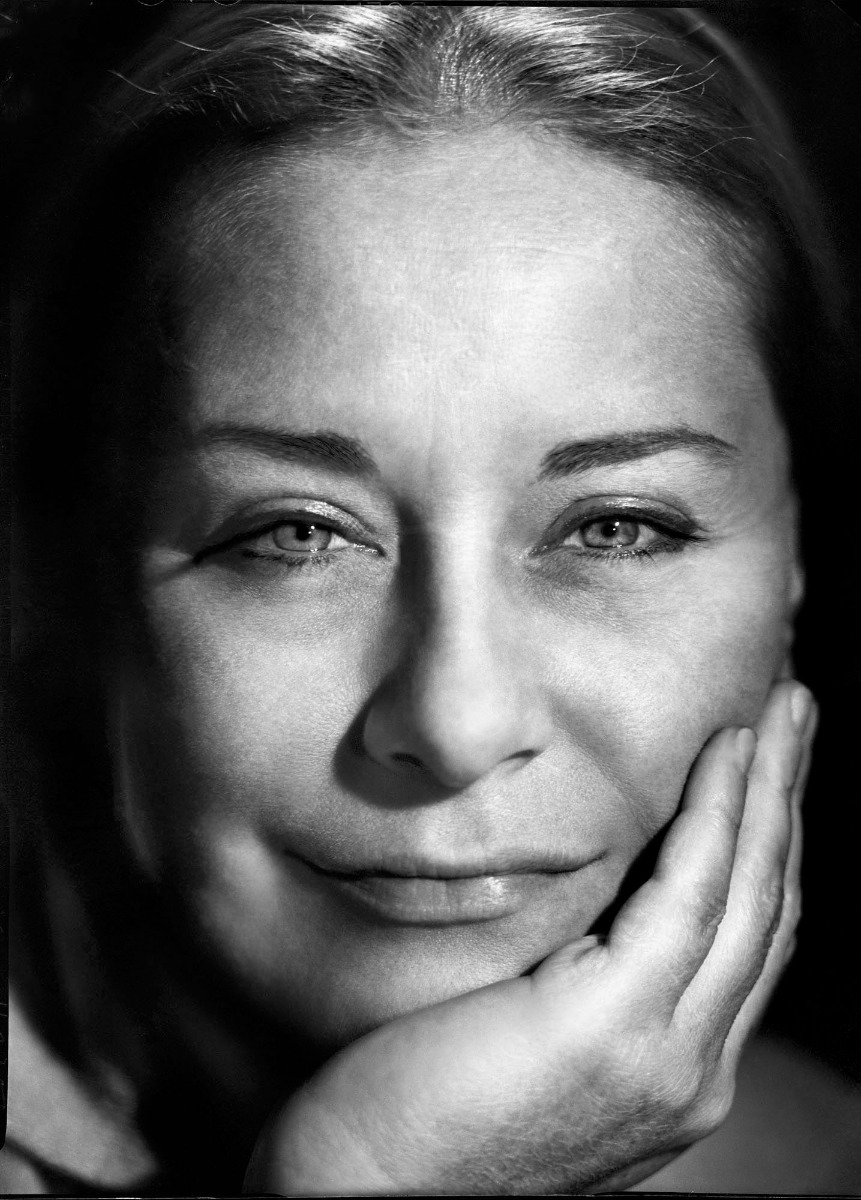
Retrato fotográfico Chabuca Granda

La música de Chabuca Granda va ser el refugi que va transformar la seva vida i va marcar l'inici de la seva carrera com a compositora. Després de la dissolució del seu matrimoni i el rebuig a les lletres d’amor convencionals de l’època, va trobar inspiració en descobrir que una dona podia compondre cançons, motivada per l’obra de la cantautora veneçolana Conny Méndez. Va ser l’any 1948, quan va acceptar el repte d’uns amics colombians de compondre un vals crioll, que va néixer “Lima de veras”, la seva primera obra, una evocació poètica de l’antiga Lima i les seves tradicions. La cançó, amb la seva lletra nostàlgica i melodia captivadora, va meravellar el seu cercle proper. Sense que ella ho sabés, la seva amiga María Isabel Sánchez-Concha la va presentar a un concurs organitzat per la Municipalitat del Rímac, on va resultar guanyadora. Aquest inesperat triomf, acompanyat d’un premi de 1.000 soles d’or, va marcar l’inici de la seva carrera professional com a compositora, donant-li un lloc destacat en la música criolla peruana. Així va començar a forjar-se l’estrella de Chabuca Granda, qui amb la seva creativitat i sensibilitat poètica aportaria un nou significat al gènere, elevant-lo a un nivell artístic i social mai vist fins aleshores.

## Etapes compositives
L'obra de Chabuca Granda es desenvolupa en tres etapes principals, reflectint una evolució en el seu estil i compromís social.
En la seva primera etapa, Chabuca se centra en la Lima tradicional i aristocràtica, component principalment valsos criolls que descriuen la ciutat i els seus personatges, amb cançons icòniques com "La Flor de la Canela" i "José Antonio".
En la segona etapa, abandona el format clàssic del vals crioll i explora influències com el jazz i la bossa nova, al mateix temps que pren consciència de la desigualtat i dels problemes socials de Lima. En aquesta fase, dedica cançons a figures com Violeta Parra i Javier Heraud, usant-los com a símbols per expressar la seva creixent crítica social.
La tercera etapa mostra un fort compromís amb la música afroperuana, integrant ritmes com el festejo i el landó, i impulsant l’ús del cajón peruà com a símbol de la cultura afrodescendent, un grup històricament marginat al Perú.
Al llarg d’aquestes etapes, la seva música no només es transforma estilísticament, sinó que també reflecteix un discurs social que s'intensifica amb el temps. Chabuca Granda utilitza la seva obra com a espai d'expressió i denúncia, mostrant la seva postura davant les problemàtiques del seu entorn.

## Canvi social
Chabuca Granda va ser una figura transformadora en la música criolla i en la societat peruana gràcies a la seva capacitat per qüestionar les estructures socials a través de les seves lletres i la seva poesia. Tot i que en les seves composicions les problemàtiques socials no sempre es manifesten de manera explícita, la presència constant del femení en la seva obra va representar una ruptura significativa dins l’àmbit crioll, dominat en aquella època per un enfocament tradicional i una societat profundament masclista. La seva posició com a compositora i dona en un context conservador no només va ser un acte de rebel·lia, sinó també una reivindicació del paper femení en la música. Chabuca va aconseguir visibilitzar dones que la societat solia ignorar: a “La flor de la canela” enalteix una dona afroperuana, símbol d’allò marginat; a “El dueño ausente”, canta a la dona migrant de la serra; i a “María Landó”, dona veu a una treballadora oprimida. A través d’aquests personatges femenins, va ampliar els horitzons de la música criolla, qüestionant i exposant realitats incòmodes.
Chabuca Granda, a pesar de pertenecer a una classe social alta en una societat peruana marcada per fortes diferències de classe, va desafiar les expectatives socials del seu temps a través de la seva obra i el seu posicionament dins de la música criolla. En un context en què la norma del criollisme estava associada a identitats “chola, negra i mestissa”, la figura de Chabuca va generar escepticisme, ja que provenia d'una elit limeña. No obstant això, la seva "resistència passiva" es va manifestar en el seu enfocament artístic: no va renegar de la tradició, sinó que la va reinterpretar i reinventar des de la seva perspectiva única. La seva creativitat li va permetre superar les barreres socials i artístiques imposades, obrint espais per col·laboracions inèdites amb músics afroperuans com Félix Casaverde, Caitro Soto, Pititi i Álvaro Lagos. Aquestes aliances, aparentment improbables fora de l'àmbit artístic, van possibilitar una etapa afroperuana dins de la seva obra, que va reconèixer i va donar visibilitat a les identitats culturals marginades.
En el seu segon període, Chabuca Granda s'allunya de les nostàlgies tradicionals de Lima i troba en Violeta Parra una inspiració per explorar de manera més profunda el femení i el social. En cançons com “Cardo o ceniza”, la compositora tracta temes com l’erotisme, el patiment i la mort, mostrant un vessant més abstracte i alliberador de la seva obra. Així, no només va revolucionar la música criolla des d’un aspecte artístic, sinó que, a través de les seves lletres, va transformar les percepcions socials sobre la dona, donant valor i visibilitat a les seves lluites.
Chabuca va utilitzar el seu lloc privilegiat per transcendir les jerarquies socials establertes, unint diverses tradicions i classes a través de la seva música. El seu treball no només va contribuir a ampliar l'espectre de la música criolla, sinó que també va representar un acte socialment transformador, donant valor a col·lectius invisibilitzats i reflectint les tensions culturals de la seva època. Gràcies a aquesta agència col·lectiva i al seu esperit creatiu, la seva obra segueix sent avui un símbol de resistència, diàleg cultural i canvi social.

## Obres destacades
Entre les seves cançons més celebrades mereixen especial atenció les titulades:
- La flor de la canela.
- Caballo de paso.
- Lima de veras.
- Fina estampa, un retrat del seu pare, segons la cantant un gran senyor, un peruà amb la noblesa dels cavallers espanyols
- Gracia.
- Lima de veras.
- El surco.
- Coplas de Tondero.
- Paso de vencedores.
- José Antonio.
- Puente de los suspiros.
- Zeñó Manué.
- Paracutá
- Un barco ciego
- Mañana will be tomorrow
- Le valse créole
- El dueño ausente
- María Llandó
- Cardo o ceniza